# Middelhagen
Middelhagen is een voormalige gemeente in de Duitse deelstaat Mecklenburg-Voor-Pommeren. De gemeente maakte deel uit van het Landkreis Vorpommern-Rügen. Per 1 januari 2018 werd Middelhagen samengevoegd met de gemeenten Gager en Thiessow tot de nieuwe gemeente Mönchgut.